# Louis-Antoine de Cipières
Louis Antoine de Cipières est un homme politique français né le 19 juin 1729 à Marseille et décédé le 15 octobre 1793. Il est maire de Marseille du 29 octobre 1775 au 28 octobre 1778.

## Biographie
Louis Antoine de Cipières est le fils de Pierre Bruno de Cipières, officier des galères du Roi, chevalier de l'ordre de Saint-Louis, et de Madeleine d'Erve.

### Parcours professionnel
Il est officier de vaisseaux, commandant des gardes du pavillon de la marine à Toulon.

### Parcours politique

#### Au niveau local
Il est élu maire de Marseille le 29 octobre 1775. Il conserve cette fonction jusqu'au 28 octobre 1778. 
La situation est difficile à Marseille du fait d'une succession de faillites. La chambre de commerce de Marseille, en accord avec les échevins, fait afficher un avis remettant en vigueur un arrêt de 1730 qui interdisait l'entrée de la bourse aux faillis.
Il se préoccupe de la création d’une place royale qui devait se trouver à l’intersection de la rue Paradis et de la Canebière. Ce projet existait depuis longtemps et la ville avait réservé les terrains mais n’avait pas versé les indemnités aux propriétaires. Cipières proposa de construire à cet emplacement une annonerie c'est-à-dire un magasin pour la vente des blés, avec à l’étage des locaux pour l’Académie des belles lettres et des Beaux Arts. La ville aurait vendu les locaux qu’elle possédait rue du poids de la farine, rue toujours existante, ce qui aurait permis d’acheter les terrains nécessaires au projet présenté. Dans sa séance du 4 décembre 1776 la municipalité repoussa ce projet qui avait l’inconvénient d’empêcher la création d’une place suffisamment grande qui fut réalisée ultérieurement et qui est actuellement la place du général de Gaulle.

#### Au niveau national
Avec André Louis Esprit de Sinéty, Louis Antoine de Cipières fut député de la noblesse aux Etats Généraux réunis le 2 avril 1789 par Louis XVI. Il siège à droite. Il démissionne le 9 février 1791.
Il était membre de l’Académie de peinture, sculpture et architecture de Marseille. Il possédait au numéro 11 de la rue Lafon un hôtel particulier. Il fut mis à la disposition des trois sœurs de Bonaparte et de sa mère Laetitia. 
Il publie un essai, La Nation Françoise Peut Obtenir Des Avantages Importans Du Rapprochement De La Marine Militaire À La Marine Commerçante.